# Чёрная пантера (рок-группа)

Дебютный альбом группы «Чёрная пантера» — «Heibao» «黑豹»

Чёрная пантера (кит. 黑豹乐队, Hei Bao, англ. Black Panther) — китайская рок-группа, основанная в 1987 году. Первым фронтменом группы был китайский музыкант, певец, автор песен и композитор Ду Вэй.
В 2013 году рок-группа воссоединилась и выпустила новый альбом лучших песен, включающий известные «Shameful» 《无地自容》, «Spirit of Light» 《光芒之神》， «No Right, No Wrong» 《无是无非》， и «Our generation» 《我们这一代》.

## Альбомы
- 1992 — Heibao 黑豹 (Black Panther (Black Panther album)
- 1993 — Spirit of Light 光芒之神
- 1996 — No Right, No Wrong 无是无非
- 1998 — Can’t Let Worries Have No Chances For Expression 不能让我的烦恼没机会表白
- 2004 — Black Panther V 黑豹 Ⅴ
- 2013 — Who are we? 我们是谁